# Б'юна-Віста (Техас)
Б'юна-Віста (англ. Buena Vista) — переписна місцевість (CDP) в США, в окрузі Старр штату Техас. Населення — 93 особи (2020).

## Географія
Б'юна-Віста розташована за координатами 26°17′39″ пн. ш. 98°36′39″ зх. д. / 26.29417° пн. ш. 98.61083° зх. д. (26.294139, -98.610884).  За даними Бюро перепису населення США в 2010 році переписна місцевість мала площу 0,08 км², уся площа — суходіл.

## Демографія
Згідно з переписом 2010 року, у переписній місцевості мешкали 102 особи в 25 домогосподарствах у складі 24 родин. Густота населення становила 1206 осіб/км².  Було 25 помешкань (296/км²).
Расовий склад населення:
| - 100,0 % — білих |

До двох чи більше рас належало 0,0 %. Частка іспаномовних становила 100,0 % від усіх жителів.
За віковим діапазоном населення розподілялося таким чином: 47,1 % — особи молодші 18 років, 47,0 % — особи у віці 18—64 років, 5,9 % — особи у віці 65 років та старші. Медіана віку мешканця становила 22,5 року. На 100 осіб жіночої статі у переписній місцевості припадало 85,5 чоловіків;  на 100 жінок у віці від 18 років та старших — 92,9 чоловіків також старших 18 років.
Цивільне працевлаштоване населення становило 34 особи. Основні галузі зайнятості: гуртова торгівля — 91,2 %, транспорт — 8,8 %.